# Lovesexy Live 1
Lovesexy Live 1 è un direct-to-video di Prince in concerto tenutosi il 9 settembre 1988, nell'area fieristica Westfalenhallen nella città tedesca di Dortmund nell'allora Germania Ovest. Il concerto fa parte del Lovesexy World Tour, per sostenere l'album Lovesexy, trasmesso in diretta via satellite in tutta Europa, in seguito pubblicato in home video. Il seguito del concerto è la videocassetta Lovesexy Live 2, sono state pubblicate il 19 aprile 1989.

## Lista tracce
1. "Eye No"
2. "Lovesexy"
3. "Glam Slam"
4. "The Cross"
5. "I Wish U Heaven"
6. "Kiss"
7. "When 2 R in Love"
8. "Starfish and Coffee"
9. "Raspberry Beret"
10. "Condition of the Heart"
11. "Strange Relationship"
12. "Let's Go Crazy"
13. "When Doves Cry"
14. "Purple Rain"
15. "1999"
16. "Alphabet St."

## Musicisti
- Sheila E.: batteria, percussioni e voci
- Dr. Fink: tastiere e computer
- Cat: voce
- Eric Leeds & Atlanta Bliss: Ottoni e voce
- Miko: chitarra e voce
- Boni Boyer: voci e Organo Hammond
- Levi Seacer Jr.: basso e voce
- Prince: qualunque